# 1707
| [ Edytuj tabelę ]              | |
| Król Polski                    | - 1704 Stanisław Leszczyński 1709 |
| Współksiążęta Andory           | - 1695 Julià Cano i Thebar 1714 - 1643 Ludwik XIV 1715                                                                                      |
| Król Anglii i Szkocji          | - 1702 Anna Stuart 1707 |
| Elektor Bawarii                | - 1679 Maksymilian II Emanuel 1726 |
| Sułtan Brunei                  | - 1705 Hussin Kamaluddin 1730 |
| Cesarz Chin                    | - 1661 Kangxi 1722 |
| Król Czech                     | - 1705 Józef I Habsburg 1711 |
| Król Danii                     | - 1699 Fryderyk IV 1730 |
| Cesarz Etiopii                 | - 1706 Tekle Hajmanot I 1708 |
| Król Francji                   | - 1643 Ludwik XIV 1715 |
| Król Hiszpanii                 | - 1700 Filip V 1724 |
| Landgraf Hesji-Kassel          | - 1670 Karol I Heski 1730 |
| Stadhouder Holandii            | - 1702 drugi okres bez stadhoudera 1747 |
| Szach Iranu                    | - 1694 Sultan Husajn 1722 |
| Państwo Wielkich Mogołów       | - 1658 Aurangzeb Alamgir I 1707 - 1707 Bahadur Szach I 1712                                                                                 |
| Król Irlandii                  | - 1702 Anna Stuart 1714 |
| Cesarz Japonii                 | - 1687 Higashiyama 1709 |
| Kalif                          | - 1703 Ahmed III 1736 |
| Patriarcha Konstantynopola     | - 1702 Gabriel III 1707 - 1707 Neofit V 1707 - 1707 Cyprian I 1709                                                                          |
| Władca Korei                   | - 1674 Sukjong 1720 |
| Książę Kurlandii i Semigalii   | - 1698 Fryderyk Wilhelm Kettler 1711 |
| Książę Liechtensteinu          | - 1699 Jan Adam I 1712 |
| Sułtan Maroka                  | - 1672 Maulaj Isma’il 1727 |
| Książę Monako                  | - 1701 Antoni I 1731 |
| Król Nawarry                   | - 1643 Ludwik XIV 1710 |
| Król Norwegii                  | - 1699 Fryderyk IV 1730 |
| Sułtan Omanu                   | - 1692 Sajf I ibn Sultan 1711 |
| Elektor Palatynatu             | - 1690 Jan Wilhelm 1716 |
| Papież                         | - 1700 Klemens XI 1721 |
| Książę Parmy i Piacenzy        | - 1694 Franciszek 1727 |
| Król Portugalii                | - 1706 Jan V 1750 |
| Król w Prusach                 | - 1701 Fryderyk I 1713 |
| Car Rosji                      | - 1682 Piotr I Wielki 1725 |
| Cesarz Rzymski (niemiecki)     | - 1705 Józef I Habsburg 1711 |
| Kapitanowie Regenci San Marino | - 1706 Francesco Maccioni Giambattista Ceccoli 1707 - 1707 Onofrio Onofri Giuseppe Zampini 1707 - 1707 Federico Gozi Francesco Moracci 1708 |
| Elektor Saksonii               | - 1694 Fryderyk August I (król Polski) 1733                                                                                                 |
| Król Szwecji                   | - 1697 Karol XII 1718 |
| Król Tajlandii                 | - 1703 Luang Sorasak 1709 |
| Sułtan Turków                  | - 1703 Ahmed III 1730 |
| Doża Wenecji                   | - 1700 Alvise Mocenigo 1709 |
| Król Węgier                    | - 1705 Józef I 1711 |
| Monarcha Wielkiej Brytanii     | - 1707 Anna Stuart 1714 |

Rok 1707 / MDCCVII
stulecia: XVII wiek ~
XVIII wiek ~
XIX wiek

lata: 1697 «
1702 «
1703 «
1704 «
1705 «
1706 «
1707
» 1708
» 1709
» 1710
» 1711
» 1712
» 1717

## Wydarzenia w Polsce
- 13 marca – po raz pierwszy odśpiewano Gorzkie żale w bazylice Świętego Krzyża w Warszawie, pod nazwą Snopek Mirry z Ogrodu Gethsemańskiego, albo żałosne gorzkiej męki Syna Bożego rozpamiętywanie.
- 14 lipca – car Piotr I zatrzymał się w Warszawie w Pałacu Morsztyna na Miodowej 10.
- Lato – prymas Stanisław Szembek ogłosił bezkrólewie.
- Wrzesień – armia szwedzka ponownie wkroczyła do Rzeczypospolitej.
- jezuici z Sandomierza zorganizowali wytrawną ucztę dla generała Michała Brandta dowodzącego okupującymi miasto wojskami szwedzkimi[1].

## Wydarzenia na świecie
- 16 stycznia – szkocki parlament ratyfikował akt unii, otwierając drogę do utworzenia Wielkiej Brytanii.
- Marzec – w Altranstädt John Churchill, 1. książę Marlborough i Karol XII rozmawiają o toczonych wojnach. Marlborough uzyskał obietnicę króla Szwecji, że nie wmiesza się on do wojny koalicji przeciw Francji.
- 25 kwietnia – wojna o sukcesję hiszpańską: w bitwie pod Almansą siły francusko-hiszpańskie rozbiły armię portugalsko-angielsko-holenderską.
- 6 marca – Unia realna Anglii i Szkocji – powstało Zjednoczone Królestwo Wielkiej Brytanii.
- 1 maja – Anglia i Szkocja zawarły akt unii powołujący do życia Wielką Brytanię. Do parlamentu w Westminsterze dołączyło 15 szkockich lordów i 45 posłów. Początkowo byli mało aktywni. Regalia Szkocji zdeponowano w zamku w Edynburgu.
- 29 lipca – wojna o sukcesję hiszpańską: rozpoczęło się oblężenie Tulonu.
- 21 sierpnia – wojna o sukcesję hiszpańską: książę Eugeniusz Sabaudzki zakończył nieudane oblężenie Tulonu.
- 1 września – zostaje zawarta Ugoda altransztadzka.
- 22 października – 4 okręty Royal Navy rozbiły się we mgle na skałach wysp Scilly. Zginęło 1600 marynarzy.
- 23 października – pierwsze obrady parlamentu Wielkiej Brytanii.
- Listopad – Piotr I Wielki prawdopodobnie żeni się sekretnie z Martą Skowrońską, zwaną potem Katarzyną, a po śmierci cara carycą Katarzyną I.
- 16 grudnia – ostatnia, jak do tej pory, erupcja japońskiego wulkanu Fudżi.
- Ostatni raz zostaje zastosowane weto Królewskie w Anglii.
- 1707-1708 zimowa sesja parlamentarna. Robert Walpole broni Council of Admirality, przed zarzutami zaniedbywania protekcjonizmu w handlu.
- Powstało w Londynie Society of Antiquaries.
- Francja: Sebastian Vauban przedstawił projekt nowego podatku: La dime royale.
- Francuzi ewakuują swą armię z Włoch. Całe Włochy znajdują się (poza Sabaudią) w rękach Austriackich.
- Kolejny wybuch Wezuwiusza
- Genewa nieudana próba antyoligarchicznego przewrotu. (uda się dopiero kolejny w roku 1734).
- Austria podejmuje akcję zbrojną przeciw Państwu Kościelnemu i papieżowi w Italii.
- Józef I Habsburg popiera prawa protestantów, które gwarantował pokój w Altranstädt.
- Powstaje pierwszy stały teatr wiedeński; Theater am Kärntnertor.
- Franciszek II Rakoczy ogłasza Węgry niepodległym krajem. Synod w Ónod detronizuje Habsburgów. Franciszek zawiera sojusz z Francją i układ z Rosją.
- Kondratij Buławin i jego kozacy wzniecają powstanie.

## Urodzili się
- 8 stycznia – Ludwik Burbon, książę Bretanii i delfin Francji (zm. 1712)
- 25 lutego – Carlo Goldoni, włoski komediopisarz (zm. 1793)
- 26 lutego – Marian Arciero, włoski duchowny katolicki, błogosławiony (zm. 1788)
- 15 kwietnia – Leonhard Euler, szwajcarski matematyk, fizyk i astronom (zm. 1783)
- 22 kwietnia – Henry Fielding angielski pisarz i publicysta.
- 23 maja – Karol Linneusz, szwedzki lekarz i przyrodnik (zm. 1778)
- 25 sierpnia – Ludwik I, król Hiszpanii (zm. 1724)
- 7 września – Georges-Louis Leclerc, francuski filozof, przyrodnik i matematyk (zm. 1788)
- 18 grudnia – Charles Wesley, angielski teolog, autor pieśni religijnych (zm. 1788)

## Zmarli
- 3 marca – Aurangzeb (w jęz. perskim: اورنگزیب), władca Imperium Mogołów (ur. 1618)
- 26 kwietnia – Johann Christoph Denner, niemiecki konstruktor instrumentów dętych, wynalazca klarnetu (ur. 1655)
- 9 maja – Dietrich Buxtehude, kompozytor i organista (ur. ok. 1637)
- 12 grudnia – Lodovico Burnacini, wiedeński architekt i projektant scen teatralnych, z pochodzenia Włoch (ur. 1636 (?))
- 24 grudnia – Karolina Piastówna, córka księcia legnicko-brzeskiego – Chrystiana, księżna Holstein-Sonderburg (ur. 1652)
- data dzienna nieznana: 
  - Enomoto Kikaku, japoński poeta (ur. 1661)
  - Hattori Ransetsu, japoński poeta (ur. 1654)

## Święta ruchome
- Tłusty czwartek: 3 marca
- Ostatki: 8 marca
- Popielec: 9 marca
- Niedziela Palmowa: 17 kwietnia
- Wielki Czwartek: 21 kwietnia
- Wielki Piątek: 22 kwietnia
- Wielka Sobota: 23 kwietnia
- Wielkanoc: 24 kwietnia
- Poniedziałek Wielkanocny: 25 kwietnia
- Wniebowstąpienie Pańskie: 2 czerwca
- Zesłanie Ducha Świętego: 12 czerwca
- Boże Ciało: 23 czerwca